# 田军 (赛艇运动员)
田军（1982年1月1日—），湖北钟祥人，中国男子赛艇运动员。他曾代表中国参加2006年世界赛艇锦标赛，获得男子轻量级四人单桨无舵手金牌。他也曾参加2008年夏季奥林匹克运动会。